# Бребьер
Бребьер (фр. Brebières) — коммуна во Франции, регион О-де-Франс, департамент Па-де-Кале, округ Аррас, центр одноимённого кантона. Город расположен в 19 км к востоку от Арраса, в 4 км от автомагистрали А1 "Нор" Париж-Лилль, на обоих берегах реки Скарп. На западе коммуны находится железнодорожная станция Бребьер линии Париж-Лилль.
Население (2018) — 5 083 человека.

## Достопримечательности
- Церковь Святого Ведаста, восстановленная в 1918 году
- Шато Ла-Бюкьер

## Экономика
Структура занятости населения:
- сельское хозяйство — 0,8 %
- промышленность — 12,6 %
- строительство — 3,8 %
- торговля, транспорт и сфера услуг — 53,6 %
- государственные и муниципальные службы — 29,2 %

Уровень безработицы (2017) — 19,2 % (Франция в целом — 13,4 %, департамент Па-де-Кале — 17,2 %). 

Среднегодовой доход на 1 человека, евро (2017) — 20 900 (Франция в целом — 21 110, департамент Па-де-Кале — 18 610).

## Демография
Динамика численности населения, чел.

## Администрация
Пост мэра Бребьера с 2020 года занимает Лионель Дави (Lionel David). На муниципальных выборах 2020 года возглавляемый им правый список победил во 2-м туре, получив 40,33 % голосов (из трех списков).
| Период | Период | Фамилия      | Партия                             | Примечания               |
| ------ | ------ | ------------ | ---------------------------------- | ------------------------ |
| 1965   | 1983   | Жорж Лефевр  | Объединение в поддержку Республики | торговец зерном          |
| 1983   | 2020   | Жан-Пьер Эке | Социалистическая партия            | государственный служащий |
| 2020   |        | Лионель Дави |                                    |                          |

## Галерея
- Площадь героев
- Церковь Святого Ведаста

1. 1 2  база данных о французских коммунах — Национальный географический институт Франции, 2015.